# Dan Uzan
|  | Sammenskrivningsforslag Artiklen Dan Uzan er foreslået føjet ind i Terrorangrebene i København 2015. (Siden december 2016) Diskutér forslaget |

Dan Uzan (født 2. juni 1977, død 15. februar 2015 i København) var en dansk-jødisk basketballspiller, fodboldspiller, cand.polit. og frivillig sikkerhedsvagt ved Synagogen i Krystalgade. Han blev myrdet ved skuddramaerne i København den 14. og 15. februar 2015 af en dansk-palæstinensisk terrorist.

## Baggrund og karriere
Hans forældre er af dansk og israelsk oprindelse, moderen er dansk og faderen er israelsk. Dan Uzan voksede op i Hvidovre og havde en ældre søster. Han gik i den jødiske skole, Carolineskolen, i København. Dan Uzan var uddannet cand. polit. fra Københavns Universitet. Han arbejdede for flyselskabet SAS og Tiger-kæden. Han var en aktiv sportsmand og spillede både fodbold og basketball.  

### Karriere som sportsmand
Dan Uzan var 205 cm høj og spillede basketball fra 1996 med Hørsholm 79ers, og fra 2010 spillede han for klubbens veteranhold, som kaldes Høbas. 
Uzan spillede i mange år fodbold som målmand for den jødiske klub Hakoah. Han deltog fem gange i det internationale jødiske sportsstævne, Maccabiaden.

### Dræbt i attentat
Dan Uzan var 37 år gammel, da han natten mellem 14. og 15. februar 2015 holdt vagt ved et kulturhus bag ved Københavns Synagoge i Krystalgade i København.
Tidligere på dagen 14. februar havde et skudattentat fundet sted mod Kulturhuset Krudttønden på Østerbro, hvor en civil mand, Finn Nørgaard, mistede livet og tre politifolk blev såret.
Omkring klokken 00.30 kom gerningsmanden til synagogen og forsøgte at komme ind i bygningen, hvor omkring 80 personer var samlet til en Bat Mitzva for en ung jødisk pige. Gerningsmanden, den 22-årige Omar Abdel Hamid El-Hussein, dræbte Dan Uzan ved at skyde ham i hovedet. To politifolk blev også ramt af skud i arme og ben, men var udenfor livsfare. 
Gerningsmanden blev selv dræbt ca. fire timer senere i en skudveksling med Politiets Aktionsstyrke.
Efter attentatet blev Dan Uzan hædret som en helt, fordi han formodentlig var med til at forhindre, at et massemord blev udført på personerne, som var inde i bygningen.

### Begravelsen
Dan Uzan blev begravet 18. februar 2015. Flere hundrede fulgte ham, bl.a. deltog Danmarks daværende statsminister, Helle Thorning-Schmidt og justitsminister Mette Frederiksen. Han blev begravet på Mosaisk Vestre Begravelsesplads.

## Hæder
- Uzan blev i 2015 hædret posthumt af den franske stat med æresmedaljen Médaille du Courage.[11]
- Berlingske kårede ham til Årets Dansker for 2015, hvilket statsminister Lars Løkke Rasmussen nævnte i sin nytårstale 1. januar 2016.[12][13]
- 29. maj 2016 overrakte Folketingets formand, Pia Kjærsgaard, Folketingets Hæderspris til Finn Nørgaard Foreningen og Dan Uzans Mindefond.[14]